# Prêmio Lo Nuestro para Artista do Ano
O Prêmio Lo Nuestro de Artista do Ano é uma das categorias dos Prêmios Lo Nuestro apresentados anualmente pela emissora televisiva estadunidense Univision. O prêmio é concedido a artistas musicais em reconhecimento pela excelência sonora de suas respectivas realizações ao longo do ano anterior à cerimônia, sendo uma das seis "Categorias Gerais" da premiação. Os indicados e vencedores são previamente selecionados através de votação entre estações de rádio de língua espanhola nos Estados Unidos e também com base no desempenho nas paradas musicais latinas da Billboard.
Ao longo de sua história, os Prêmios Lo Nuestro originalmente sempre premiavam álbuns por gênero musical específico e sem nenhuma categoria geral. A categoria "Álbum do Ano" têm sido apresentada continuamente pela Univision desde 2010. A banda de rock latino Aventura foi o primeiro vencedor da categoria em 2010, numa lista de indicação que incluía também Maná, Flex, Luis Fonsi e Vicente Fernández. Nesta edição, Aventura venceu também o prêmio de Artista Latino do Ano pela Billboard Latin Music Awards que combina alcances e repercussão nas paradas musicais Top Latin Albums e Hot Latin Songs. 
No ano seguinte, a dupla de reggaeton Wisin & Yandel foram os vencedores da categoria. Em novembro de 2011, a cantora e compositora colombiana Shakira foi reconhecida como Personalidade do Ano da Academia Latina da Gravação e, três meses mais tarde, recebeu o Prêmio Lo Nuestro de Artista do Ano tornando-se a primeira artista não-estadunidense vencedora da categoria. A banda Maná é o nome mais recorrente da categoria, contabilizando 4 indicações sem nenhuma vitória enquanto o rapper porto-riquenho Bad Bunny é o artista mais vitorioso da categoria, com um total de 3 vitórias em três anos consecutivos. 

## Vencedores e indicados
| Ano  | Vencedor       | País de origem | Indicados | Ref. |
| ---- | -------------- | -------------- | --- | ---- |
| 2010 | Aventura       | Estados Unidos | - Flex - Vicente Fernández - Luis Fonsi - Maná                                                                              |      |
| 2011 | Wisin & Yandel | Porto Rico     | - Aventura - Banda el Recodo - Juanes - Shakira                                                                             |      |
| 2012 | Shakira        | Colômbia       | - Don Omar - Larry Hernandez - Maná - Tito El Bambino                                                                       |      |
| 2013 | Jenni Rivera   | Estados Unidos | - Don Omar - La Arrolladora Banda El Limón - Maná - Romeo Santos                                                            |      |
| 2014 | Prince Royce   | Estados Unidos | - Calibre 50 - Don Omar - Maná - Alejandro Sanz                                                                             |      |
| 2015 | Romeo Santos   | Estados Unidos | - Calibre 50 - J Balvin - Enrique Iglesias                                                                                  |      |
| 2016 | J Balvin       | Colômbia       | - Calibre 50 - Enrique Iglesias - Romeo Santos                                                                              |      |

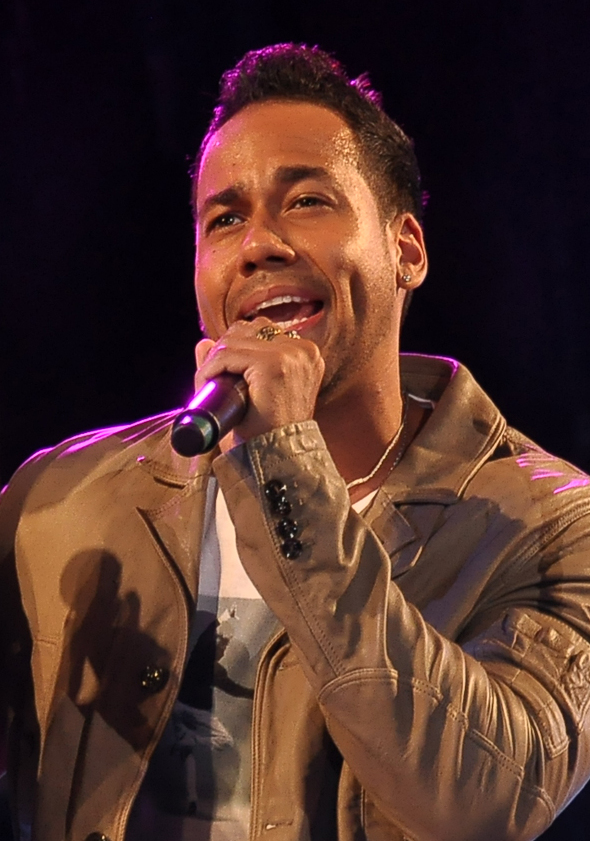
A banda Aventura venceu a primeira edição da categoria, em 2010.

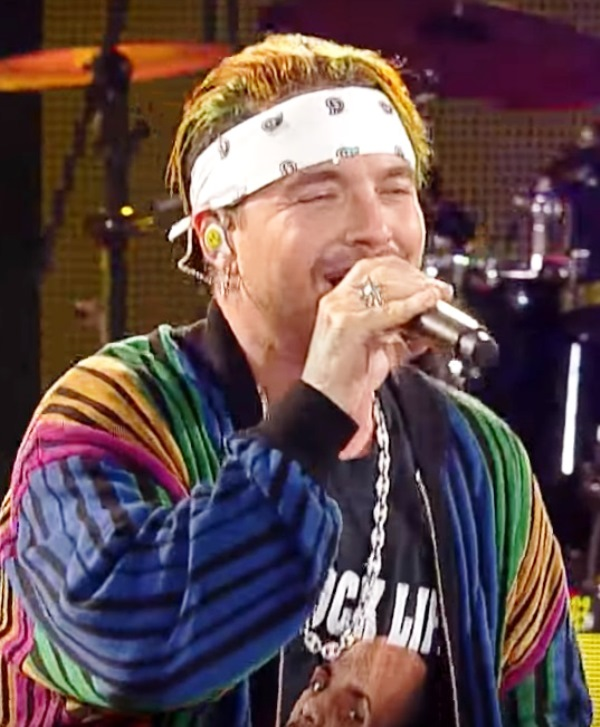
J Balvin, vencedor da categoria em 2016, 2017 e 2019.

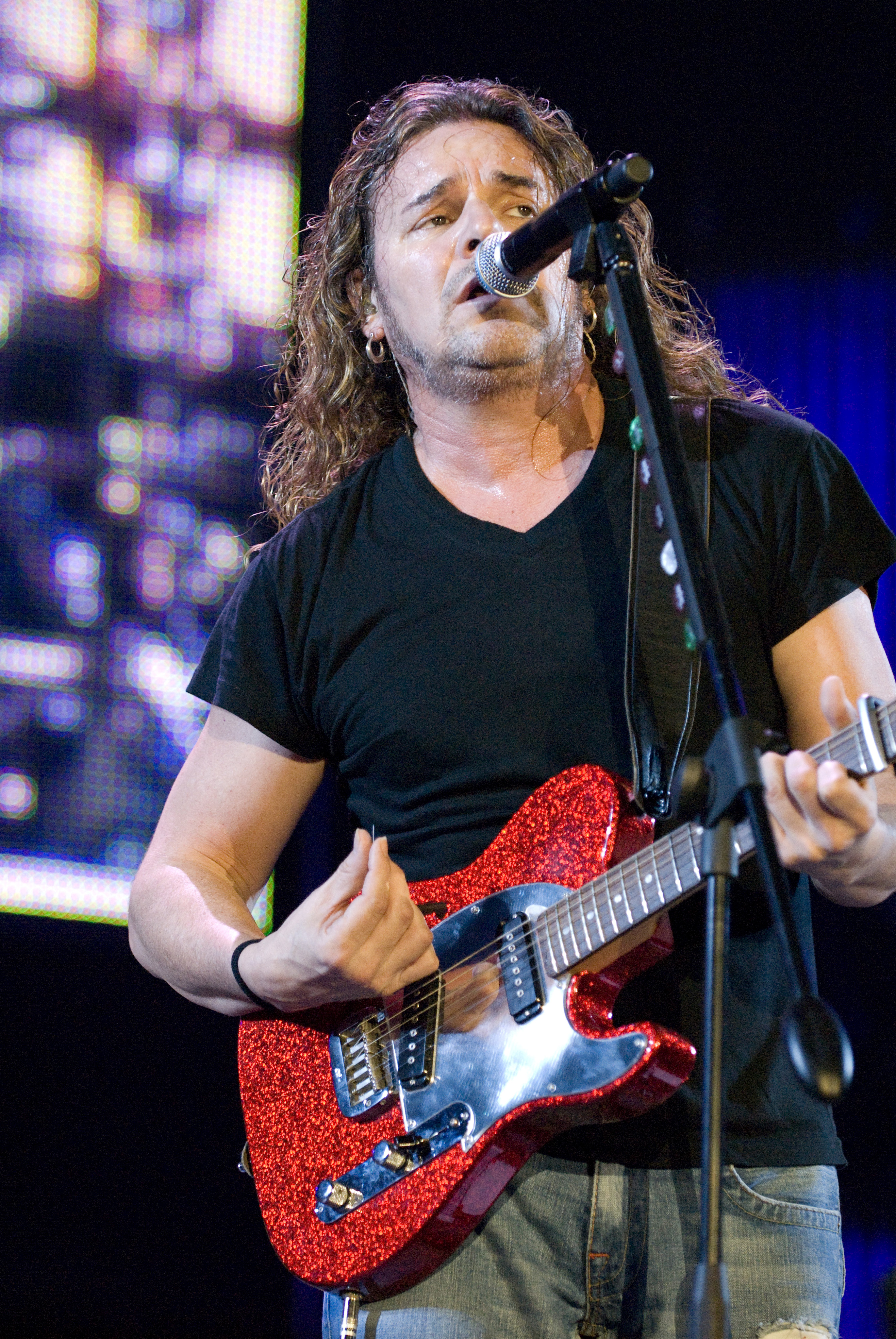
A banda Maná possui 4 indicações sem nenhuma vitória na categoria.

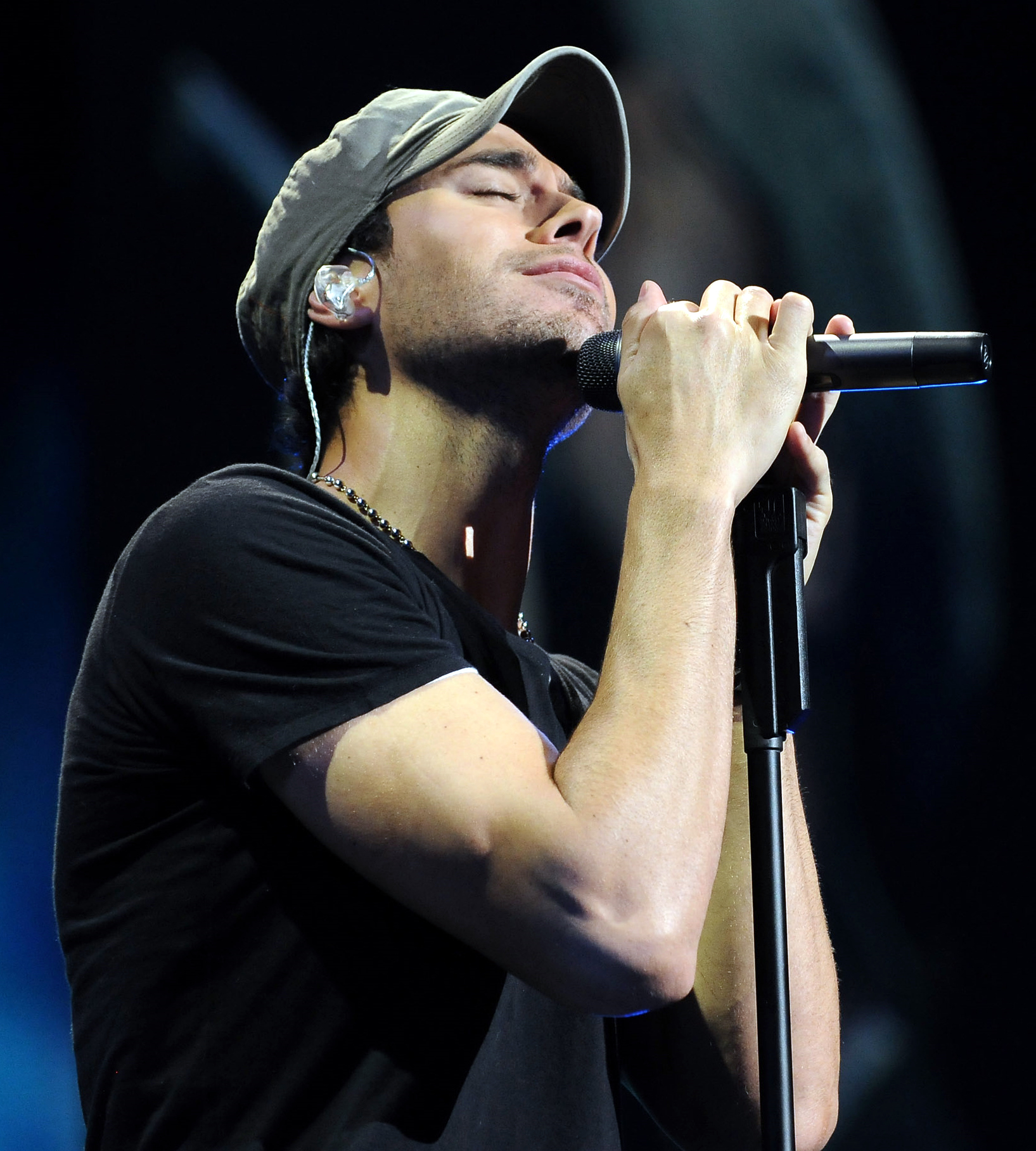
Enrique Iglesias possui 3 indicações sem nenhuma vitória na categoria.

| 2017 | J Balvin       | Colômbia       | - Banda Sinaloense MS de Sergio Lizárraga - Enrique Iglesias - Romeo Santos                                                 |      |
| 2019 | J Balvin       | Colômbia       | - Christian Nodal - Carlos Vives - Maluma                                                                                   |      |
| 2020 | Daddy Yankee   | Porto Rico     | - Christian Nodal - Reik - Romeo Santos                                                                                     |      |
| 2021 | Bad Bunny      | Porto Rico     | - Alejandro Fernández - Camilo - Christian Nodal - J Balvin - Karol G - Maluma - Natti Natasha - Ozuna - Sebastián Yatra    |      |
| 2022 | Bad Bunny      | Porto Rico     | - Ángela Aguilar - Camilo - Christian Nodal - Grupo Firme - J Balvin - Karol G - Maluma - Rauw Alejandro - Sebastián Yatra  |      |
| 2023 | Karol G        | Colômbia       | - Ángela Aguilar - Bad Bunny - Becky G - Camilo - Christian Nodal - Grupo Firme - J Balvin - Prince Royce - Sebastián Yatra |      |